# Longevilles-Mont-d'Or
Longevilles-Mont-d'Or è un comune francese di 426 abitanti situato nel dipartimento del Doubs nella regione della Borgogna-Franca Contea.

## Società

### Evoluzione demografica
Abitanti censiti